# Felicity Sheedy-Ryan
Felicity Sheedy-Ryan née le 12 février 1985 à Perth en Australie est une triathlète et duathlète professionnelle, double championne du monde de duathlon en 2012 et en 2017.

## Biographie
Felicity Sheedy-Ryan commence sa carrière nationale en tant que membre de l'UWA (University of Western Australia). Entre 2006  et 2010, elle participe à 22 compétitions de la Fédération internationale de triathlon (ITU) et réalise dix « Top 10 ». En 2011, elle remporte deux médailles d'or à la coupe d'Europe lors des étapes de Genève et de Banyoles. Elle participe également aux séries mondiales de triathlon, où elle représente l'Australie.
En 2011, elle décide également de participer pour la première fois à une course longue distance et  remporte la médaille d'argent lors de l'Ironman 70.3 de Busselton. En France cette même année, elle participe avec le club de triathlon du Stade Poitevin au Grand Prix FFtri. En 2012, elle remporte son premier titre mondial en s'imposant lors des championnats du monde de duathlon.
En 2017 Felicity Sheedy-Ryan remporte un second titre cinq ans après sa victoire de 2012. Elle prend part au groupe de quatre compétitrices qui ouvrent la première partie de la course à pied, groupe emmené par la tenante du titre Emma Pallant, bien disposée à conserver sa couronne. Le quatuor se réduit à un trio dès la fin de la première transition, l'Autrichienne Sandrina Illes ne parvenant pas à accrocher le tempo de la tête de course qui crée rapidement un écart avec le peloton des duathlètes. L'Australienne ne passe pas de temps à collaborer, pour porter rapidement une attaque qui lui permet de prendre la tête de la course et d'augmenter au fil des tours son avance sur ses deux poursuivantes, la tenante du titre et l'Espagnole Margarita Victoria García. Arrivée avec une avance largement suffisante à la seconde transition, elle gère sereinement la seconde course à pied pour passer la ligne victorieusement et s'octroyer le second titre mondial en duathlon de sa carrière.
Felicity Sheedy-Ryan vit à Wembley, Western Australia (en), une banlieue de Perth et en France[réf. souhaitée].

## Palmarès
Le tableau présente les résultats les plus significatifs (podium) obtenus sur le circuit international de duathlon et de triathlon depuis 2008,.
| Année | Compétition                              | Pays             | Position           | Temps           |
| ----- | ---------------------------------------- | ---------------- | ------------------ | --------------- |
| 2019  | Ironman 70.3 Busselton                   | Australie        | Médaille d'or      | 4 h 21 min 16 s |
| 2019  | Challenge Iskander Puteri                | Malaisie         | Médaille d'argent  | 4 h 24 min 53 s |
| 2019  | Ironman 70.3 Taupo                       | Nouvelle-Zélande | Médaille d'argent  | 4 h 24 min 51 s |
| 2017  | Ironman 70.3 Western Sydney              | Australie        | Médaille d'argent  | 4 h 8 min 30 s  |
| 2015  | Ironman 70.3 Busselton                   | Australie        | Médaille d'or      | 4 h 16 min 18 s |
| 2015  | Coupe du monde - l'étape de Tiszaujvaros | Hongrie          | Médaille d'or      | 1 h 0 min 54 s  |
| 2014  | Challenge Walchsee-Kaiserwinkl           | Autriche         | Médaille d'argent  | 4 h 27 min 41 s |
| 2014  | Coupe d'Europe - l'étape de Banyoles     | Espagne          | Médaille d'argent  | 1 h 59 min 54 s |
| 2013  | Coupe d'Europe - l'étape de Genève       | Suisse           | Médaille d'or      | 2 h 13 min 51 s |
| 2013  | Coupe d'Europe - l'étape de Karlovy Vary | Tchéquie         | Médaille d'or      | 2 h 5 min 13 s  |
| 2012  | Noosa Triathlon                          | Australie        | Médaille d'argent  | 4 h 27 min 41 s |
| 2012  | Triathlon EDF Alpe d'Huez CD             | France           | Médaille de bronze | 2 h 20 min 1 s  |
| 2012  | Ironman 70.3 Busselton                   | Australie        | Médaille d'or      | 4 h 21 min 27 s |
| 2011  | Ironman 70.3 Busselton                   | Australie        | Médaille d'argent  | 4 h 15 min 21 s |
| 2011  | Coupe d'Europe - l'étape de Genève       | Suisse           | Médaille d'or      | 2 h 15 min 8 s  |
| 2011  | Coupe d'Europe - l'étape de Banyoles     | Espagne          | Médaille d'or      | 1 h 58 min 11 s |
| 2009  | Coupe du monde - l'étape de Tiszaujvaros | Hongrie          | Médaille de bronze | 2 h 1 min 24 s  |
| 2009  | Coupe d'Europe - l'étape d'Athlone       | Irlande          | Médaille d'or      | 1 h 58 min 6 s  |
| 2008  | Coupe d'Europe - l'étape d'Athlone       | Irlande          | Médaille de bronze | 2 h 2 min 32 s  |

| Année | Compétition                       | Pays        | Position           | Temps           |
| ----- | --------------------------------- | ----------- | ------------------ | --------------- |
| 2017  | Championnats du monde de duathlon | Canada      | Médaille d'or      | 2 h 3 min 57 s  |
| 2012  | Championnats du monde de duathlon | France      | Médaille d'or      | 1 h 52 min 43 s |
| 2010  | Championnats du monde de duathlon | Royaume-Uni | Médaille de bronze | 2 h 6 min 14 s  |